# أولين هولاند
أولين هولاند (بالإنجليزية: Olin Howland)‏ مواليد 10 فبراير 1886 في دنفر، الولايات المتحدة - الوفاة 20 سبتمبر 1959 في هوليوود، الولايات المتحدة، هو ممثل أمريكي بدأ مسيرته الفنية سنة 1918. امتدت مسيرته الفنية لأكثر من 40 عاما.

## الأعمال
- نساء صغيرات
- جزيرة الكنز
- مولد نجم
- مغامرات توم سوير
- ذهب مع الريح
- الكذبة الكبرى
- راعي التلال
- في كاليفورنيا القديمة
- الوجه الأمهق
- نساء صغيرات

## روابط خارجية
- أولين هولاند على موقع IMDb (الإنجليزية)
- أولين هولاند على موقع ألو سيني (الفرنسية)
- أولين هولاند على موقع أول موفي (الإنجليزية)
- أولين هولاند على موقع قاعدة بيانات برودواي على الإنترنت (الإنجليزية)
- أولين هولاند على موقع قاعدة بيانات الأفلام السويدية (السويدية)
- أولين هولاند على موقع قاعدة بيانات الفيلم (الإنجليزية)
- أولين هولاند على موقع كينوبويسك (الروسية)